# Keresztes Attila (rendező)
Keresztes Attila (Sepsiszentgyörgy, 1973. augusztus 5. –) erdélyi magyar rendező, színész, színészpedagógus, színigazgató. 2002 és 2009 között a Kolozsvári Állami Magyar Színház művészeti aligazgatója, 2009 és 2012 között a Szatmárnémeti Északi Színház Harag György Társulatának művészeti igazgatója, 2012-2022 között a Marosvásárhelyi Nemzeti Színház Tompa Miklós Társulatának művészeti igazgatója.

## Életpálya[2][3]
Elemi tanulmányai végeztével Kolozsváron, a Református Kollégiumban tanult tovább.
Szakmai tanulmányait 1992 és 1996 között végezte színész szakon, a Babeș–Bolyai Tudományegyetem Bölcsészettudományi Karán (ezt követően, 2011-ig ugyanebben az intézményben tanított ő is). Osztályvezető tanárai Csíky András és Spolarics Andrea voltak.
1996-tól kezdődően több mint egy évtizedig tagja a Kolozsvári Állami Magyar Színháznak. Hamarosan rendezni is kezd (1998 után születnek fontosabb munkái), és a Kolozsvári Állami Magyar Színház alkalmazott rendezője lesz. Itt olyan, nagy jelentőségű rendezők közelében dolgozhat, mint Tompa Gábor, Andrei Șerban (akinek rendezőasszisztense is volt), Silviu Purcărete vagy Mihai Mănuițiu, színészként pedig együtt dolgozott – Tompa Gábor mellett – Dragoș Galgoțiuval, Csíky Andrással, Hatházi Andrással, Kövesdy Istvánnal is.
Tanulmányai végeztével (1996-tól) tanársegédi állást kap a kolozsvári Babeș-Bolyai Tudományegyetem színházművészeti Tanszékének magyar tagozatán (oktatott tantárgy: drámai gyakorlat), amit később, a kar önállósulása után is megtart.
2002-től a Kolozsvári Állami Magyar Színház művészeti aligazgatója lesz. 2009 őszén, a nyugdíjba készülő Czintos József ideiglenesen kinevezett művészeti igazgató helyére őt hívja meg a fenntartó (akkor még a Szatmár Megyei Tanács) a Szatmárnémeti Északi Színház Harag György Társulatának élére.
A 2009-2010-es évadban a magyar tagozat kinevezett művészeti igazgatója, tagja a színházat vezető három tagú igazgatótanácsnak.
2010 augusztusától az új fenntartó (a Szatmárnémeti Városi Tanács) Stier Péter személyében vezérigazgatót nevez ki a színház élére, a Harag György Társulat művészeti igazgatója, főrendezője azonban továbbra is Keresztes Attila marad.
Vezetési stílusa miatt több színész is távozott a társulatból  köztük a színház két vezető színésze is Nagy Csongor és Rappert-Vencz Gábor , aki éles kritikát fogalmazott meg  Keresztesről.
Rendezett külföldön (Magyarországon és Lengyelországban is). Három nővér-rendezése UNITER-jelölést is hozott a színháznak: Bíró Józsefet (m. v.) Csebutikin megformálásáért a legjobb férfi epizódszereplő díjára jelölték.
2011-ben, Lengyelországban Arany Maszk Díjjal tüntették ki. 
2012-2022 között a Marosvásárhelyi Nemzeti Színház Tompa Miklós Társulatának művészeti igazgatója volt.

## Családja
Első felesége Kézdi Imola színésznő volt, akitől 2007-ben lánya született: Rézi.
Második, Varga Andreával kötött házasságából két gyermeke született: Luca és Géza. 

## Rendezései és szerepei

### Fontosabb rendezései
- W. Shakespeare: Ahogy tetszik, 2014 – Szegedi Nemzeti Színház
- Csokonai Vitéz Mihály: Az özvegy Karnyóné és a két szeleburdiak, 2013 – Szegedi Nemzeti Színház
- Dale Wassermann–Mitch Leigh–Joe Darion: La Mancha lovagja, 2012 – Szegedi Nemzeti Színház
- Henrik Ibsen: Hedda Gabler, 2012 – Szegedi Nemzeti Színház
- Muszty Bea–Dobay András: A kék csodatorta, 2010/2011 – Szatmárnémeti Északi Színház, Harag György Társulat
- Kosztolányi Dezső: Édes Anna, 2010 – Szegedi Nemzeti Színház
- Fred Ebb–Bob Fosse–John Kander: Chicago, 2010/2011 – Szatmárnémeti Északi Színház, Harag György Társulat
- Carlo Goldoni: Chioggiai csetepaté, 2010/2011 – Szatmárnémeti Északi Színház, Harag György Társulat
- Molnár Ferenc: Liliom, 2010 – Szegedi Nemzeti Színház
- Witold Gombrowicz: Yvonne, Burgundi hercegnő, 2009/2010 – Teatr Slansky, Katowice
- Szilágyi Andor: Leánder és Lenszirom (Mesedráma két részben),  2009/ 2010 – Szatmárnémeti Északi Színház, Harag György Társulat
- Békeffi István–Kellér Dezső–Gábor Andor: Csárdás Királynő,  2009/ 2010 – Szatmárnémeti Északi Színház, Harag György Társulat
- A. P. Csehov: Három Nővér,  2009/ 2010 – Szatmárnémeti Északi Színház, Harag György Társulat
- Schönthan–Kellér: A szabin nők elrablása, 2007/ 2008 – Tamási Áron Színház, Sepsiszentgyörgy
- W. Shakespeare: A windsori víg nők, 2006/2007 – Kolozsvári Állami Magyar Színház
- Varró Dániel–Presser Gábor: Túl a Maszat-hegyen, 2006/2007 – Kolozsvári Állami Magyar Színház
- Barta Lajos: Szerelem, 2005/2006 – Csíki Játékszín
- Kálmán Imre: Csárdáskirálynő, 2005/2006 – Sepsiszentgyörgyi Tamási Áron Színház
- Ray Cooney: Egyszer kettő néha sok, 2004/2005 – Kolozsvári Állami Magyar Színház
- Muszty Bea–Dobay András: A kék csodatorta, 2004 – Kolozsvári Állami Magyar Színház
- Henrik Ibsen: A vadkacsa, 2004 – Kolozsvári Állami Magyar Színház
- Shakespeare: Téli rege, 2003 – Kolozsvári Állami Magyar Színház
- Marie Jones: Kövekkel a zsebében, 2002 – Kolozsvári Állami Magyar Színház
- Spiró–Szigligeti: Liliomfi, 2002 – Temesvári Csiky Gergely Állami Magyar Színház
- Schönthan–Kellér: A szabin nők elrablása, 2001 – Kolozsvári Állami Magyar Színház
- W. Shakespeare: Romeo és Júlia, 2001 – Kolozsvári Állami Magyar Színház
- Csehov: Három nővér, 2000 – Babeș–Bolyai Tudományegyetem, Színházművészeti Tanszék
- Vörösmarty–Görgey: A fátyol titkai, 1999 – Kolozsvári Állami Magyar Színház
- J. Cocteau: A rettenetes szülők, 1998 – Babeș–Bolyai Tudományegyetem, Színházművészeti Tanszék
- Molière: A képzelt beteg, 1998 – Babeș–Bolyai Tudományegyetem, Színházművészeti Tanszék

### Fontosabb szerepei a Kolozsvári Állami Magyar Színháznál
- 2003/2004-es évad:
  - MOON – Tom Stoppard: Bulldog hadnagy Magritte nyomán, rendező: David Zinder (Izrael)
- 2002/2003-as évad:
  - LÁMEKH/JÁFET – Britten–Selmeczi–Visky: A vasárnapi iskola avagy Noé bárkája, rendező: Selmeczi György
  - MESULAH – Anksi nyomán: Fehér tűz – fekete tűz (Dybbuk), rendező: David Zinder
- 2000/2001-es évad:
  - LAJOS KIRÁLY – Fábri–Dumas: A három testőr, rendező: Kövesdy István
- 1999/2000-es évad:
  - ORONTE – Molière: A mizantróp, rendező: Tompa Gábor
  - GYURKA – Remenyik Zsigmond: Az atyai ház, rendező: Hatházi András
- 1998/1999-es évad:
  - WALTER – Brecht–Weil: Koldusopera, rendező: Kövesdy István
  - FRANCISCO – W. Shakespeare: A vihar, rendező: Dragoș Galgoțiu
- 1997/1998-as évad:
  - ALEXANDER – W. Shakespeare: Troilus és Cressida, rendező: Tompa Gábor
  - TANÍTVÁNY – Madách Imre: Az ember tragédiája, rendező: Csiszár Imre
- 1995/1996-os évad:
  - JACQUES – W. Shakespeare: Ahogy tetszik, rendező: Csiky András, Spolarics Andrea
  - BOLYONGÓ – Örkény István: Kulcskeresők, rendező: Spolarics Andrea
- 1994/1995-ös évad:
  - NEMECSEK – Molnár Ferenc: Pál utcai fiúk, rendező: Czeizel Gábor
- 1993/1994-es évad:
  - VAKNADÁLY, DENEVÉR – Leánder és Lenszirom, rendező: Czeizel Gábor

### Rendezőasszisztens
- A. P. Csehov: Ványa bácsi, 2007/2008 – rendező: Andrei Șerban

## Díjai
- Dömötör-díj – Szeged, 2010.
- BRITISH COUNCIL díj – Kortárs Brit Dráma legjobb romániai előadásáért – 2003 (Marie Jones: Kövekkel a zsebében)
- Közönségdíj – Határon Túli Magyar Színházak XI. Fesztiválja, Kisvárda, 1999 (Molière: A képzelt beteg)
- Złota Maska Díj  (Arany Maszk) – az év legjobb rendezéséért, Lengyelország, 2011 (Witold Gombrovicz: Yvonne, burgundi hercegnő)